# La Lapinomalose (film, 1945)
 (février 2020).

La Lapinomalose (Hare Tonic) est un cartoon de 1945, réalisé par Chuck Jones, de la série Looney Tunes et mettant en scène Bugs Bunny avec Elmer Fudd.

## Synopsis
Elmer Fudd va au marché acheter un lapin pour son ragoût. Il s'en procure un et le place dans son panier. Il revient chez lui en chantant. Mais le lapin qu’il a acheté se trouve être Bugs Bunny. Tout en mâchonnant une carotte venant d'une botte du marché, il sort du panier pour dire à Elmer qu'il s'est fait avoir, parce qu'il n'y a pas de lapin dans son panier. Elmer le croit et met le nez dedans. D'un geste vif de Bugs, Elmer se retrouve dans le panier et porté par le lapin. Elmer comprend qu'il a été le dindon de la farce et remet prestement les choses dans le bon ordre.
Arrivé à sa maison, Elmer est à nouveau joué par Bugs qui fait croire que son téléphone sonne. Sur le point de s'échapper, le lapin trouve qu'il peut encore s'amuser aux dépens d'Elmer. Il revient et imite un présentateur aux informations à la radio, annonce qu'une épidémie de « rabbititus » se répand actuellement, due au contact avec des lapins achetés ces trois derniers jours. Il ajoute que cette maladie fait voir des taches, provoque des délires qui fait prendre des caractéristiques du lapin, de la schizophrénie et d'autres désordres de la personnalité. Elmer s'effraie et libère le lapin. Mais Bugs, qui trempe dans une marmite et coupe une carotte en rondelle, ne veut pas partir et lui rappelle qu'il a un ragoût à faire. Elmer, à cette pensée, fuit de terreur, se réfugie sur le haut de la porte d'entrée et repousse le lapin. Bug se renifle, pensant qu'il sent mauvais. Elmer essaie de le chasser. Bugs part, de mauvaise grâce, avec la marmite coincée au derrière. Peu après, des coups sont frappés à la porte. C'est à nouveau le lapin. Il montre un avis de mise en quarantaine sur la porte de la maison avec interdiction de sortir (l'affiche a été évidemment placardée par lui-même). Bugs et Elmer doivent donc rester ensemble. Bugs en profite pour rendre fou Elmer : il lui fait croire qu'il est lui-même malade puis « contamine » Elmer en lui serrant la main.
Bugs Bunny se déguise après en docteur à l'aide d'une redingote et d'un chapeau, d'une fausse barbe et des lunettes noires, puis sous le nom de « Dr. Killpatient » (« docteur tue-patient »), il se présente à la porte d'Elmer pour voir le lapin contaminé. Il rentre dans la pièce où il est lui-même censé être. Après une pseudo-auscultation, il fait venir Elmer dans la pièce, où il a peint partout des taches colorées. Elmer croit avoir les symptômes de la maladie. Bugs lui demande de répondre à quelques calculs simples : 2 x 2, puis 3 x 3. Elmer se trompe sur la seconde (il répond 6 à la place de 9), et Bugs en déduit qu'il est touché par la maladie et qu'il va bientôt se prendre pour un lapin. Il enlève la vitre réfléchissante d'un miroir, présente ce dernier à Elmer. Alors qu'Elmer se regarde dedans, Bugs, de l'autre côté, copie toutes ses attitudes, y compris quand Elmer touche ses oreilles de lapin, sautille en avant et en arrière (en dépassant du miroir...). Elmer, en voyant Bugs à la place de son propre reflet, est pleinement convaincu d'être malade et court en tout sens à la recherche du docteur. Le lapin s'est vite rhabillé et bloque la course folle d'Elmer d'une main. Il lui teste ses réflexes : avec un maillet, il tape successivement sur un genou puis l'autre, de plus en plus vite.
À force, Elmer se met à danser une danse russe sur la musique folklorique Vo sadu li, v ogorode (en) (Dans le jardin, dans le potager), et Bugs, coiffé d'une toque et chaussé de bottes, se joint à lui et ponctue le moment fort d'un « hey » retentissant. Elmer dit aussi « hey », mais en reconnaissant le lapin sous le déguisement. Pendant que Bugs continue à danser tout seul, Elmer va chercher son fusil et place le canon sous le museau du lapin et tire. Bugs Bunny évite le coup de feu, s'enfuit hors de la maison, est pourchassé par Elmer. Mais il s'arrête tout à coup et demande à son poursuivant de regarder le public du cinéma qui regarde le dessin animé. Il convainc Elmer que ce public est contaminé, qu'il est devenu une foule de lapins. Elmer, berné, court se réfugier dans sa maison. Bugs rit de sa blague et s'adresse aux personnes du public, leur parle qu'ils n'ont évidemment pas cette maladie, sinon ils verraient des taches de couleurs qui commenceraient à tourner, puis que tout s'assombrirait jusqu'au noir complet. Pendant qu'il parle, des taches de couleurs apparaissent à l'écran et commencent à tourner, puis se fait un rapide fondu au noir. Et retentit le rire moqueur de Bugs juste avant que n'arrive le générique de fin.

## Fiche technique
Sauf indication contraire, les informations mentionnées dans cette section peuvent être confirmées par la base de données cinématographiques IMDb,  présente dans la section « Liens externes ».
- Producteur : Eddie Selzer (non crédité)
- Réalisateur : Chuck Jones (comme Charles M. Jones)
- Scénariste : Tedd Pierce
- Distribution : Warner Bros. Pictures États-Unis :
  - Warner Bros. (1945) (cinéma)
  - Warner Home Video (2005) (DVD)
- Format : 1,37 :1 Technicolor 35 mm, rapport de forme : 1.37 : 1, procédé cinématographique sphérique
- Son : mono
- Durée : 8 minutes
- Musique : Carl W. Stalling
- Montage : Treg Brown (non crédité)
- Langue : anglais
- Sortie :  États-Unis : 10 novembre 1945

## Animation
Sauf indication contraire, les informations mentionnées dans cette section peuvent être confirmées par la base de données cinématographiques IMDb,  présente dans la section « Liens externes ».
- Robert Gribbroek (en) : arrière-plans, préparation
- Earl Klein : arrière-plans, préparation
- Ken Harris : animateur
- Basil Davidovich : animateur
- Lloyd Vaughan (en) : animateur
- Ben Washam (en) : animateur
- Robert Cannon : animateur  (non crédité)

## Orchestre
- Carl W. Stalling : directeur musical
- Milt Franklyn : chef d'orchestre (non crédité)

## Voix originales
- Mel Blanc : Bugs Bunny (non crédité)
- Arthur Q. Bryan : Elmer Fudd  (non crédité)

## Voix françaises

### Premier doublage
- Guy Piérauld : Bugs Bunny
- Pierre Trabaud : Elmer Fudd

### Redoublage prototype
- Guy Piérauld : Bugs Bunny
- Albert Augier : Elmer Fudd

### Troisième doublage
- Gérard Surugue : Bugs Bunny
- Patrice Dozier : Elmer Fudd

## À propos du film
Bugs Bunny parodie Groucho Marx dans la séquence du docteur : il reprend sa démarche spéciale quand il se rend dans la pièce et son rôle dans la scène du miroir dans La Soupe au canard de 1933 (scène jouée aussi par d'autre acteurs, dans d'autres films).
Contrairement à l'habitude, c'est Bugs Bunny croquant une carotte et disant la phrase « And that's the end! » qui conclut le générique de fin, à la place de Porky Pig et son bégaiement.